# Anna Elizabeth Klumpke

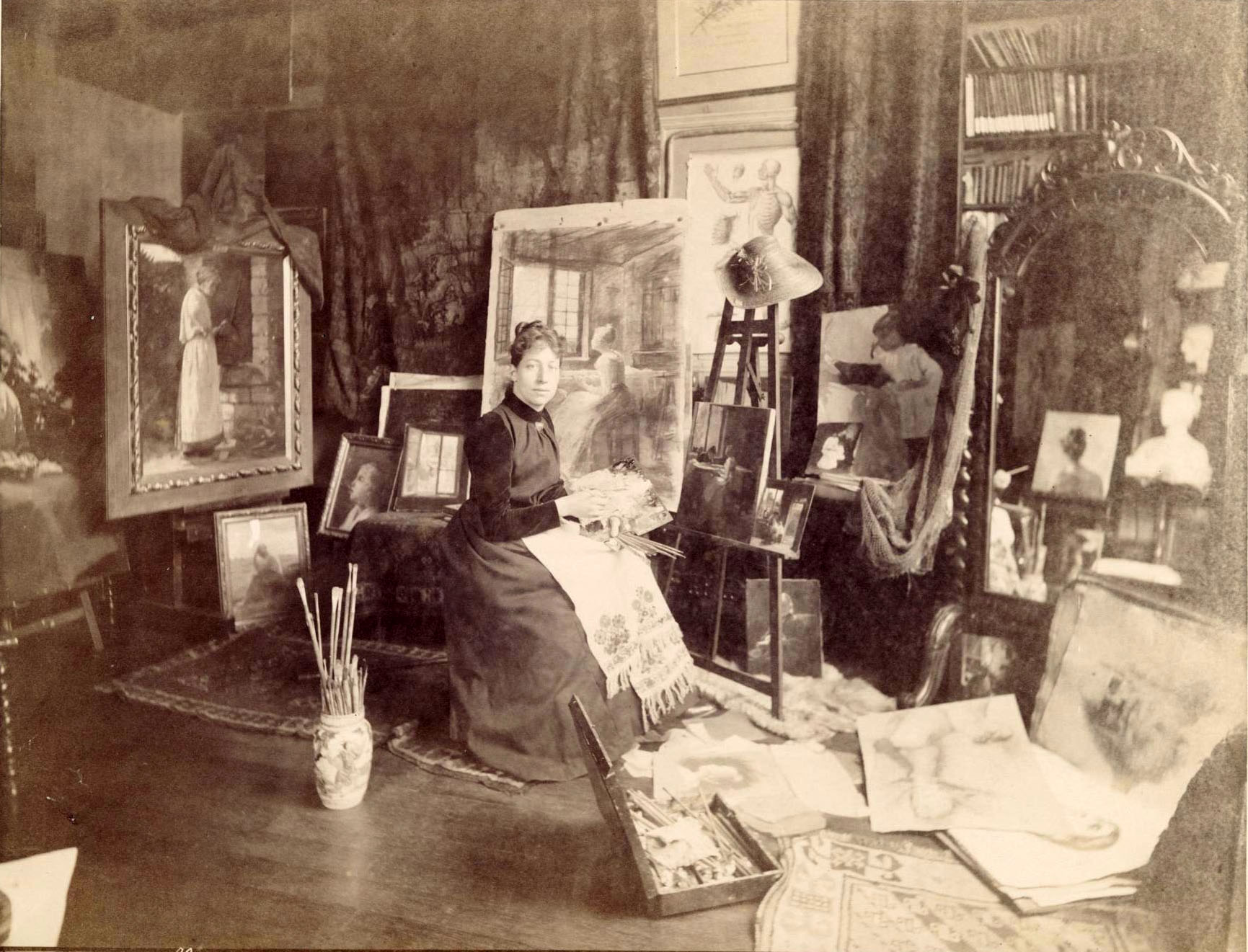
Anna Kumpke i sin ateljé.

Anna Elizabeth Klumpke, född 28 oktober 1856 i San Francisco, död 1942, var en amerikansk konstnär. Hon är kanske mest känd för sina porträtt av berömda kvinnor som till exempel Rosa Bonheur (1898) och Elizabeth Cady Stanton (1889).
Anna Elizabeth Klumpke var syster till astronomen Dorothea Klumpke.
Anna Elizabeth Klumpke hade en relation med Rosa Bonheur fram till dennes död 1899. Vid Rosa Bonheurs död var Klumpke enda arvinge. 
Anna Elizabeth Klumpke är begraven tillsammans med Rosa Bonheur och Nathalie Micas på Père-Lachaise kyrkogård i Paris. På deras gravsten står "Friendship is divine affection".